# III45
De III45 was een torpedo die ontworpen was door Whitehead & Co. De productie vond plaats bij de torpedofabrieken in Weymouth en Saint Tropez. Bij de Nederlandse marine is deze torpedo gebruikt van 1922 tot 1946, in totaal schafte de Nederlandse marine 129 stuks van deze torpedo aan.

## Technische kenmerken
- Diameter: 18 inch
- Massa: 785 kilogram
- Lengte: 5,43 meter
- Explosief: 165 kilogram TNT
- Bereik: 2000 meter bij 40 knopen en 6.000 meter bij 26 knopen
- Motor: 4 cilinder radiaalmotor op perslucht

## Scheepsklasse die de III45torpedo gebruikte
- O 9-klasse
- K III-klasse
- K V-klasse
- K VIII-klasse
- K XI-klasse